# Mytilus
Mytilus es un género de moluscos bivalvos de la familia Mytilidae, conocidos vulgarmente como mejillones marinos.

## Especies
Dentro de dicho género se incluyen las siguientes especies:
- Mytilus californianus (T.A.Conrad, 1837)  - Mejillón californiano
- Mytilus chilensis (Hupé 1854) - Mejillón chileno o chorito
- Mytilus edulis (Linnaeus, 1758)  - Mejillón atlántico
- Mytilus galloprovincialis (Lamarck, 1819)  - Mejillón mediterráneo
- Mytilus trossulus (Gould, 1850) - Mejillón tonto en lengua inglesa

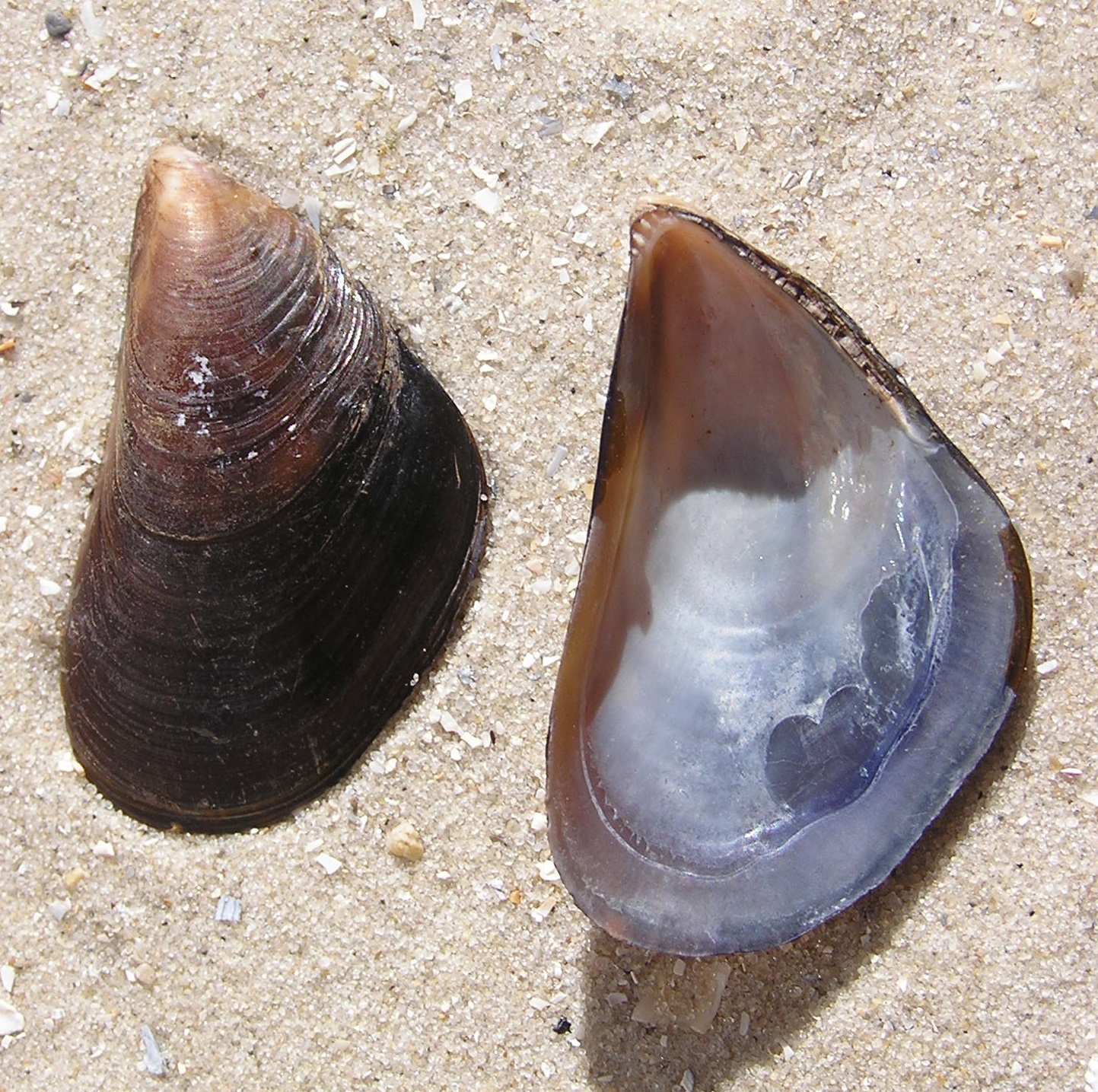
Conchas de mejillón mediterráneo sobre la arena